# Cantonul Saint-Philbert-de-Grand-Lieu
Cantonul Saint-Philbert-de-Grand-Lieu este un canton din arondismentul Nantes, departamentul Loire-Atlantique, regiunea Pays de la Loire, Franța.

## Comune
- La Chevrolière
- La Limouzinière
- Saint-Colomban
- Saint-Lumine-de-Coutais
- Saint-Philbert-de-Grand-Lieu (reședință)